# Carúpano
Carúpano é uma cidade na costa nordeste da Venezuela.